# Діно Фелічетті
Діно Фелічетті (італ. Dino Felicetti; 22 грудня 1970, м. Берлінгтон, Італія) — італійський хокеїст, правий нападник. 
Виступав за «Гамільтон Дьюкс» (ОХЛ), ХК «Фасса», ХК «Кауфбойрен», ХК «Бад-Наугайм», ХК «Мілано».
У складі національної збірної Італії учасник зимових Олімпійських ігор 1998, учасник чемпіонатів світу 1997, 2000, 2001, 2004 (дивізіон I) і 2005 (дивізіон I). 